# Cerotrioza
Cerotrioza är ett släkte av insekter. Cerotrioza ingår i familjen spetsbladloppor.
Kladogram enligt Catalogue of Life:
| Cerotrioza | \| \| Cerotrioza bivittata \| \| \| \| \| \| Cerotrioza bridwelli \| \| \| \| |
|            | \| \| Cerotrioza bivittata \| \| \| \| \| \| Cerotrioza bridwelli \| \| \| \| |
|            | Cerotrioza bivittata                                                          |
|            |                                                                               |
|            | Cerotrioza bridwelli                                                          |
|            |                                                                               |